# Mamina Koné
Mamina Kone, née le 27 décembre 1988 à Abidjan, est une championne ivoirienne de Taekwondo. Originaire de la commune d'Abobo, elle a participé aux Jeux olympiques de Rio 2016 dans la catégorie des +67 kilos.

## Compétitions

### Coupe du monde
- Médaille d'argent à la Coupe du monde par équipe 2014, à Quérétato, Mexique
- Médaille de bronze à la Coupe du monde par équipe 2013, à Abidjan, Côte d'Ivoire

### Jeux africains
- Médaille de bronze aux Jeux africains 2015 au Congo - Brazzaville

### Championnats d'Afrique
- Médaille d'argent aux Championnats d'Afrique de taekwondo 2016 à Port-Said, en Égypte[3]
- Médaille d'argent aux Championnats d'Afrique de taekwondo 2014 à Tunis, en Tunisie[3]
- Médaille d'or aux Championnats d'Afrique de taekwondo 2012 à Antananarivo, Madagascar[3]
- Médaille de bronze aux Championnats d'Afrique de taekwondo 2010 à Tripoli, Libye[3]